# Eclissi solare del 1º settembre 2016
L'eclissi solare del 1º settembre 2016 è un evento astronomico che ha avuto luogo il suddetto giorno attorno alle ore 09:08 UTC.